# Белмиру-Брага
Белмиру-Брага (порт. Belmiro Braga) — муниципалитет в Бразилии, входит в штат Минас-Жерайс. Составная часть мезорегиона Зона-да-Мата. Входит в экономико-статистический микрорегион Жуис-ди-Фора. Население составляет 3022 человека на 2006 год. Занимает площадь 392,319 км². Плотность населения — 7,7 чел./км².

## История
Город основан 10 марта 1963 года.

## Статистика
- Валовой внутренний продукт на 2003 год составляет 16 356 536,00 реалов (данные: Бразильский институт географии и статистики).
- Валовой внутренний продукт на душу населения на 2003 год составляет 5098,67 реалов (данные: Бразильский институт географии и статистики).
- Индекс развития человеческого потенциала на 2000 год составляет 0,735 (данные: Программа развития ООН).